# Fernando Salazar
Fernando Salazar Lomelí (Guadalajara, 13 luglio 1979) è un ex calciatore messicano, di ruolo difensore.

## Palmarès

### Club

#### Competizioni internazionali
- SuperLiga nordamericana: 1

Monarcas Morelia: 2010